# Nassinia
Nassinia is een geslacht van vlinders uit de familie van de spanners (Geometridae) en de onderfamilie Ennominae.

## Soorten
- Nassinia aurantiaca Prout, 1928
- Nassinia caffraria (Linnaeus, 1767)
- Nassinia pandia Druce, 1899
- Nassinia pretoria (Prout, 1916)
- Nassinia tricolor Thierry-Mieg, 1905